# Janne Ekelöf
Janne Ekelöf var en svensk allmogemålare.
Ekelöf var verksam under 1800-talet i Edenberga i Ränneslövs socken i Halland. Han är representerad vid Hallands läns museum i Halmstad.